# Malokachowka
Malokachowka (ukrainisch und russisch Малокаховка) ist ein Dorf in der ukrainischen Oblast Cherson mit 3200 Einwohnern (2001).
Das von Siedlern aus dem benachbarten Kachowka gegründete Dorf wurde erstmals 1855 schriftlich erwähnt.
Die Ortschaft lag bis zur Zerstörung des Kachowka-Staudamms im Jahr 2023 am Ufer des zum Kachowkaer Stausee angestauten Dnepr zwischen dem nördlich angrenzenden Rajonzentrum Kachowka und der südlich angrenzenden Stadt Tawrijsk. Das Oblastzentrum Cherson befindet sich etwa 80 km südwestlich vom Dorf.
Durch das Dorf verläuft die Regionalstraße P–47 und die Territorialstraße T–22–14.
Am 12. Juni 2020 wurde das Dorf ein Teil der Stadtgemeinde Kachowka; bis dahin bildete es die Landratsgemeinde Malokachowka (Малокаховська сільська рада/Malokachowska silska rada) im Norden des Rajons Kachowka.